# Ernst Jacobus van Jaarsveld
Ernst Jacobus van Jaarsveld ( 1953 - ) es un botánico sudafricano, que ha desarrollado expediciones botánicas a Namibia. Se desempeña además como horticultor y curador en el Kirstenbosch Botanical Gardens.

## Algunas publicaciones
- 2007. The genus Gasteria: a synoptic review (new taxa and combinations). 19 pp.

### Libros
- ernst j. van Jaarsveld, ellaphie Ward-Hilhorst. 1994. Gasterias of South Africa: a new revision of a major succulent group. 96 pp. ISBN 1-874950-04-0
- thalia Lincoln, john p. Rourke, sappi (Firm), graham Duncan, ernst j. van Jaarsveld. 1995. Flowers of Southern Africa
- ernst j. van Jaarsveld, daryl lee Koutnik, elise Bodley, lisa Strachan. 2004. Cotyledon and Tylecodon. Ed. Umdaus Press. 156 pp. ISBN 1-919766-32-4
- --------, u. de villiers Pienaar. 2004. Aizoaceae: Mittagsblumen Südafrikas. 239 pp. ISBN 3-8001-4186-8
- ernst j. van Jaarsveld, ben-erik van Wyk, gideon f. Smith. 2005. Succulents of South Africa: a guide to the regional diversity. Ed. Sunbird. 144 pp. ISBN 1-919938-24-9

## Honores

### Epónimos
Unas 12 especies y/o variedades se nombraron en su honor, entre ellas:
- (Aizoaceae) Conophytum ernstii S.A.Hammer subsp. cerebellum S.A.Hammer[2]
- (Aloaceae) Haworthia ernstii M.Hayashi[3]
- (Eriospermaceae) Eriospermum ernstii P.L.Perry[4]
- (Lamiaceae) Plectranthus ernstii Codd[5]
- (Menispermaceae) Disciphania ernstii Glaz. var. uncinulata Barneby[6]
- (Rubiaceae) Spermacoce ernstii Fosberg & D.A.Powell[7]

- La abreviatura «van Jaarsv.» se emplea para indicar a Ernst Jacobus van Jaarsveld como autoridad en la descripción y clasificación científica de los vegetales.[8]